# Canarium pulchrebracteatum
Canarium pulchrebracteatum är en tvåhjärtbladig växtart som beskrevs av André Guillaumin. Canarium pulchrebracteatum ingår i släktet Canarium och familjen Burseraceae. Inga underarter finns listade i Catalogue of Life.